# Nafsika Krousti
Nafsika Krousti (ur. 17 lipca 1957) – cypryjska dyplomatka i urzędnik.
Studiowała m.in. na University of Exeter (1982). Od 1984 w cypryjskiej służbie zagranicznej. W latach 1988-1990 była urzędniczką w przedstawicielstwie Republiki w Londynie, natomiast od 1996 do 2000 pracowała w ambasadzie w Hadze. Pełniła funkcje ambasadora w Polsce i na Litwie (2002-2007; rezydowała w Warszawie). Od września 2009 jest wysokim komisarzem w Indiach. W kwietniu 2010 objęła również stanowisko (ambasadora) w Bangladeszu, Malezji, na Malediwach, w Nepalu, na Sri Lance, w Singapurze oraz w Tajlandii.
Była także szefową departamentu Azji i Oceanii w MSZ w latach 2007-2009.